# بيل هامل
بيل هامل (بالإنجليزية: Bill Hamel)‏ هو منتج أسطوانات وملحن أمريكي، ولد في 17 يناير 1973، وتوفي في 30 يونيو 2018.

## وصلات خارجية
- بيل هامل على موقع ميوزك برينز (الإنجليزية)
- بيل هامل على موقع ديسكوغز (الإنجليزية)